# Babelsberg
Babelsberg è il più grande distretto della città di Potsdam, il capoluogo del Brandeburgo, in Germania. Il benestante quartiere è noto per il castello omonimo e per il suo parco, annoverati tra i siti UNESCO, così come per i Babelsberg Studio, epicentro storico dell'industria cinematografica tedesca.